# Срібниця
Срібниця, Серебрянка, Серебряниця — річка у Турійському районі Волинської області, права притока Турії (басейн Дніпра).

## Опис
Довжина річки 14  км., похил річки — 1,3 м/км. Формується з багатьох безіменних струмків. Площа басейну 94,8 км².

## Розташування
Бере початок на східній околиці села Вербичне і протікає через нього. Тече переважно на північний захід і на південно-західній околиці села Селець впадає у річку Турію, праву притоку Прип'яті.
Населені пункти вздовж берегової смуги: Серебряниця,Турійськ.